# Rescuporis III
Tiberio Julio Rescuporis III (en griego: Τιβέριος Ἰούλιος Ῥησκούπορις Γ' : Ῥησκούπορις Γ') fue un rey de Bósforo que reinó de 234 a 235.

## Origen
El origen de Rescuporis III es desconocido ; es presentado como hijo y sucesor de Sauromates III.

## Reinado
El reinado de este rey no es conocido más que por los estateros de plata emitidos a su nombre en 530/531 de la era del Ponto.
Rescuporis III está representado al anverso con el busto con diadema y revestido con un quitón retenido al hombro por un broche redondo, girado hacia la derecha. Al dorso figura la cabeza laureada de Alejandro Severo hacia la derecha por encima de la fecha de 530 de la era del Ponto. Sola la calidad de estas acuñaciones, muy superior a la de las otras piezas con el nombre de Rescuporis emitidas posteriormente en el reinado de Inintimaio después de 239, permite identificar en él a un rey específico. Bernard Karl von Koehne emitía ya la hipótesis que este monarca podía ser idéntico a Rescuporis IV.